# 人質生活から始めるスローライフ
『人質生活から始めるスローライフ』（ひとじちせいかつからはじめるスローライフ）は、小賀いちごによる日本のライトノベル。『小説家になろう』にて2021年8月より連載され、ツギクルブックス（SBクリエイティブ）より2022年5月より書籍化刊行されている。
メディアミックスとして、本作を原作とするコミカライズ版が『WEBコミックガンマぷらす』に2022年9月から2024年3月まで連載された。
作者・小賀いちごは作品の「テーマの一つ」として「美味しいご飯をみんなで楽しく食べよう」を挙げている。

## あらすじ
小国ピアリーは、大陸最大の強国アンテから留学を名目に人質を差し出すよう強要され、王女センテイは自ら進んでアンテへと赴く。センテイは王宮の離れに軟禁されながらも平穏な暮らしを送っていたが、行動を制限され無為に過ごさざるを得ず、また食事が不味であることに不満を覚える。実は転生者で日本人であった前世の記憶を持つセンテイは、前世の趣味であった料理をすることを思い立ち、アンテ国王に願って離れにキッチンを作ってもらう。センテイは、料理を通じて王宮の管理番や商人、護衛騎士ら王宮内外の人々と知り合い交流を深めながら、穏やかでのんびりした人質生活を目指す。

## 登場人物
人物名は書籍・コミック版のもの。ネット小説版には個人名は表記されず肩書のみ表記されている。
センテイ・ソフィー・レ・ピアリー
本作の主人公。小国ピアリーの第2王女。大国アンテで友好国の留学生という名目で人質として王宮の離れに軟禁されている。年齢は人質になった時点で6歳。日本人であった前世の記憶を持ち、前世で培った料理の豊富な経験を生かして料理作りにいそしむ。前世の記憶の影響で庶民的な気質であり対人関係でも身分への拘泥は薄い。また前向きな性格で、軟禁生活を受け容れつつ不満なところは適宜改善に努める。

### ピアリー国
スラウ・ゴウ・レ・ピアリー
ピアリー国王。センテイの父。
リジュー・リュ・レ・ピアリー
ピアリー国王妃。センテイの母。
ケフィ・サン・レ・ピアリー
センテイの兄。第一王位継承者。
ラジー・レア・レ・ピアリー
センテイの姉。
キュレット・ティーン・レ・ピアリー
センテイの弟。第二王位継承者。

### アンテ国
カインド・アドレン
アンテの王宮に納品される品物の管理をしている管理番の青年。センテイの求める食材の管理担当になり、彼女との交流を深めていく。
作者・小賀いちごが近衛騎士フリードと共に特にお気に入りとしているキャラクター。
ビジド・アプフェ
アンテの王宮に出入りしている商人。城下でも指折りの商会の経営者。カインドを通じてセンテイに食材の納入を行うことになり、カインド同様センテイと親しくなり交流していく。
フリード・フィー・グリュト
アンテの近衛騎士。近衛騎士団の分隊長職にある。冷静沈着で、事に当たって臨機応変に対処する。センテイの護衛担当として交流を重ねていく。
作者小賀いちごが管理番カインドと共に特にお気に入りとしているキャラクター。
アーデン・テイアル・フィン・アンテ
大陸の3分の1を治めている大国アンテの国王。アンテを大陸一の覇権国家にした立役者。国を統治するためには冷徹な判断を下す。センテイの利発さと胆力に強い関心を抱く。
フィロー・テイアル・フーグ
アンテの宰相。国王への忠誠心は厚く、傍で補佐し時に苦言を呈することもある。権威主義的な面があり、意外な発想をするセンテイに警戒心を抱く。
モルーゼ
センテイ専属の侍女長。神経質な性格。センテイに対しては常に事務的な態度で接する。
フェーバ・メリス
モルーゼと交代したセンテイ専属の筆頭侍女。生真面目な印象だが、柔軟な一面もある。
リンク・テイアル・フィン・アンテ
アーデンの息子で後継者と目されている王子。アーデンに目をかけられているセンテイに嫉妬する。
クック
王宮の厨房の料理長。アーデンがセンテイの料理を気に入っていることに困惑する。
バナード
フェーバの夫。センテイのデビューにあたりフェーバからとある依頼をされる。

## 既刊一覧

### 小説
- 小賀いちご（著）・結城リカ（イラスト）『人質生活から始めるスローライフ』SBクリエイティブ〈ツギクルブックス〉、既刊2巻（2023年3月30日現在）
  1. 2022年5月11日発売[3]、ISBN 978-4-8156-1512-3
  2. 2023年3月10日発売[8]、ISBN 978-4-8156-1983-1

### 漫画
- 小賀いちご（原作）・森名尚（漫画）・大河原（構成）・結城リカ（キャラクター原案）『人質生活から始めるスローライフ』竹書房〈バンブーコミックス〉、全4巻
  1. 2023年4月6日発売[9][10]、ISBN 978-4-8019-8025-9
  2. 2023年9月7日発売[11]、ISBN 978-4-8019-8144-7
  3. 2024年3月7日発売[12]、ISBN 978-4-8019-8257-4
  4. 2024年3月7日発売[13]、ISBN 978-4-8019-8258-1